# 原口智生

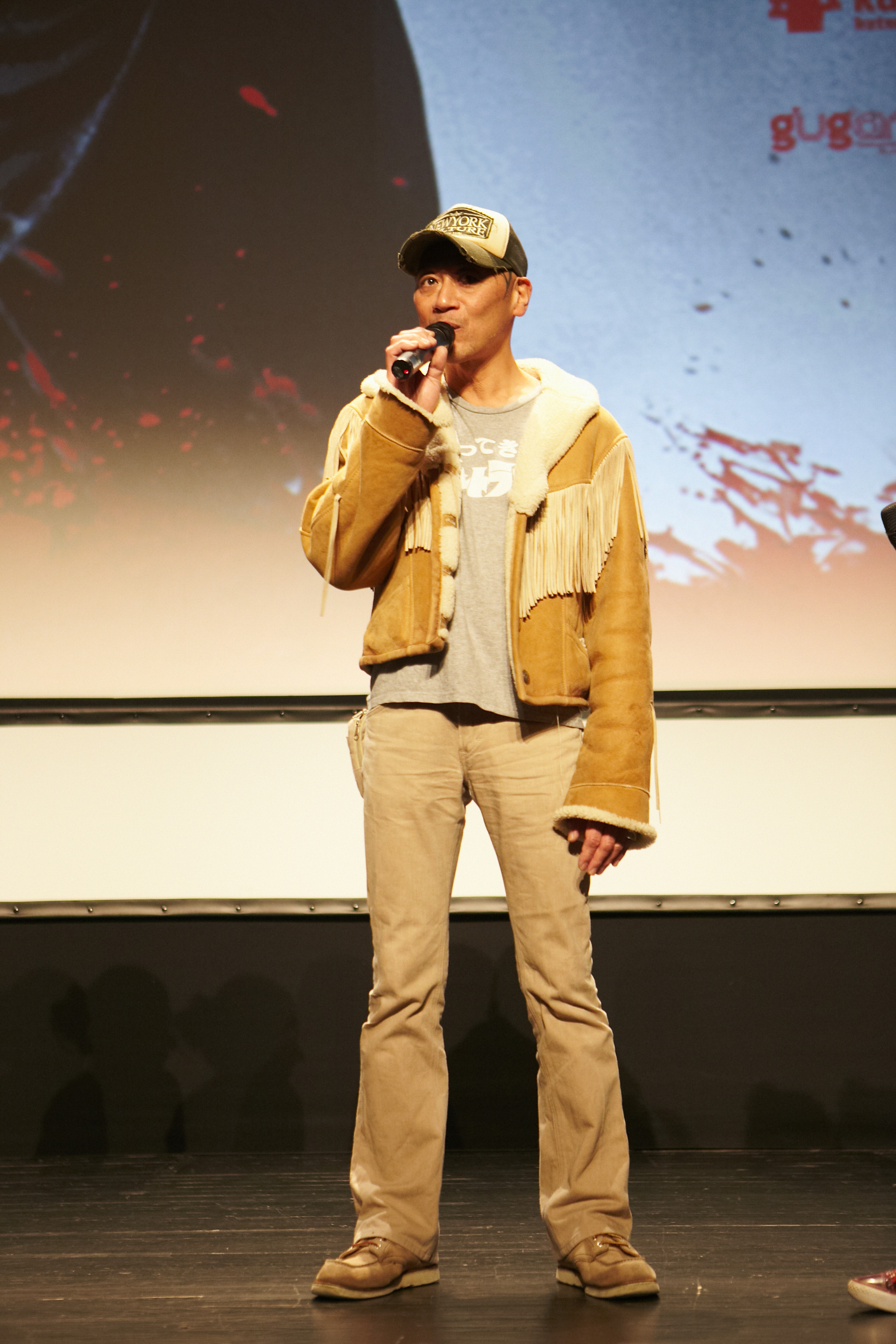
2016年

原口 智生（はらぐち ともお、1960年5月26日 - ）は日本の特殊メイクアーティスト、造型師、映画監督、映画特技監督。福岡県生まれ。

## 人物・来歴
遠縁に東宝の映画録音・サウンドミキシング技師であった下永尚がいたことから、幼少期から東宝特撮の現場に入り浸る。高校生時代には竹内博が主催する「怪獣倶楽部」に所属していた。また、同時期には国際放映の殺陣グループ安川剣友会で付き人を務めており、人手が足りない時には『電人ザボーガー』の竜マンや『冒険ロックバット』のブレイザーなど、スーツアクターの応援を務めたこともあった。
和光大学人文学部在学中より、人形師の川本喜八郎に師事。中退後、1979年に造形工房モンスターズに所属して1984年に独立し、特殊メイク工房FUNHOUSE（現：中州プロ）を設立した後、映画やテレビなどで活躍する。1991年にオリジナルビデオ『ミカドロイド』で監督デビュー。2000年に『さくや妖怪伝』で映画監督デビュー。
1988年にはベルギー・ブリュッセル国際ファンタスティック映画祭スペシャル・メイクアップ・コンペティションにおいてグランプリを受賞。また、2001年カナダ・モントリオール世界映画祭Fantasia2001コンペティションにおいて準グランプリを受賞した。
アニメーション自主制作集団であるグループえびせんの同人。
2004年に公開の映画『恋の門』で知り合った漫画家の刹奈と結婚するが、2005年12月に死別した。

## エピソード
『スターウルフ』でのアルバイト
高校生時代に所属していた安川剣友会の紹介で円谷プロダクションのテレビドラマ『スターウルフ』にアルバイトの美術スタッフとして参加している。この時の制作現場は東映の『宇宙からのメッセージ』の制作にフリーの特撮美術スタッフが駆り出されていたため人材不足となっており、原口以外のアルバイトは初日で逃げ出してしまったため、『宇宙からのメッセージ』の制作終了までは原口と美術の山口修の二人で美術を手がけていた。
また『スターウルフ』のアクションを担当していた富士スポーツに安川剣友会の先輩がいたことからアクションにも参加している。関連書籍などでウルフアタッカー団員として紹介されることが多いスチールの一人は原口である。
プロップ収集家
特撮作品のプロップ収集家としても知られ、撮影所に出入りしていた少年時代から壊れたミニチュアなどを貰っていた。2008年より、ホビージャパンで復刊した雑誌『宇宙船』にて自身の収集・修復品を紹介する「夢のかけら」を連載。2021年には連載をまとめた写真集が発売された。
自身の所蔵品を撮影やイベントなどに提供することもある。『ウルトラマンメビウス』に登場したガンクルセイダーやGUYSアローは、原口の所蔵する『マイティジャック』のコンクルーダーや『帰ってきたウルトラマン』のマットアローのプロップを複製したものを撮影で使用している。
原口の収集・修復活動をきっかけとして、2012年に『館長 庵野秀明特撮博物館 ミニチュアで見る昭和平成の技』が開催され、その後アニメ特撮アーカイブ機構の設立へとつながった。『特撮博物館』では集めた残骸から復元した『マイティジャック』のマイティ号を展示している。

## 参加作品

### 特殊メイク、造型
- ア・ホーマンス
- 阿修羅城の瞳
- プルシアンブルーの肖像
- 行き止まりの挽歌 ブレイクアウト
- 異人たちとの夏
- うずまき
- ウルトラシリーズ
  - ウルトラマン80
  - ULTRASEVEN X
  - シン・ウルトラマン（ウルトラマン第二号雛型着彩、資料協力）
- ELECTRIC DRAGON 80000V
- 鬼武者
- 陰陽師
  - 陰陽師II
- ガメラシリーズ
  - ガメラ 大怪獣空中決戦
  - ガメラ2 レギオン襲来
  - ガメラ3 邪神<イリス>覚醒
  - 小さき勇者たち〜ガメラ〜
- 仮面ライダーシリーズ
  - 劇場版 仮面ライダー555 パラダイス・ロスト（特殊メイク協力）
  - 仮面ライダー THE NEXT（特殊メイク・コーディネイト）
- Cutie Honey キューティーハニー
- くノ一忍法帖 柳生外伝
- グリーン・レクイエム
- 幻魔殺法帖 新選組秘抄
- 五条霊戦記 GOJOE
- 御法度
- Soundtrack
- 地獄
- 実験映画
- その男、凶暴につき
- ソナチネ
- たそがれ清兵衛
- ねじ式
- PARTY7
- HANA-BI
- バレット・バレエ
- ベイシティ刑事
- マークスの山
- みんな〜やってるか!
- ピストルオペラ
- 魔界転生
- 武勇伝
- 無頼平野
- 盲獣vs一寸法師
- もっともあぶない刑事
- ライオン丸G
- リング0 バースデイ
- 跋扈妖怪伝 牙吉（英語版）

### 企画
- 跋扈妖怪伝 牙吉 第二部

### 監督
- ミカドロイド（監督・原案・脚本、脚本は武上純希と共同）
- 実相寺昭雄の不思議館（監督・脚本）
- さくや妖怪伝（監督・原案）
- 跋扈妖怪伝 牙吉（監督）[15][16]
- ウルトラシリーズ
  - ウルトラマンメビウス（監督・特技監督）
  - ウルトラマンギンガ（監督）
  - ウルトラマンギンガ 劇場スペシャル ウルトラ怪獣☆ヒーロー大乱戦!（監督）
- ウクレレ PAITITI THE MOVIE（監督）
  - ウクレレ・ランデヴー（PV）
- デスカッパ（監督・特技監督・原案）